# Lazzarella, petite canaille
Pour les articles homonymes, voir Lazzarella.
Pour plus de détails, voir Fiche technique et Distribution.
Lazzarella, petite canaille (Lazzarella) est une comédie italienne de 1957 réalisée par Carlo Ludovico Bragaglia et mettant en vedette Alessandra Panaro et Mario Girotti (connu ensuite sous le nom de Terence Hill). Il est vaguement inspiré par les paroles de la chanson Lazzarella  de Riccardo Pazzaglia et Domenico Modugno, avec le même Pazzaglia faisant office de scénariste.
Le film a été un succès au box-office, étant le dixième film le plus regardé de la saison 1957/1958 en Italie.

## Synopsis
Luciano, qui étudie à l'université, tombe amoureux de Sandra, une lycéenne fille d'une riche famille. La différence de condition ne semble cependant pas être un problème, et le diplôme de Luciano augmente l'espoir d'un avenir heureux. Cependant, à la suite d'une crise financière, l'entreprise familiale de Sandra fait faillite : pour venir en aide à ses parents, la jeune fille accepte les avances d'un ami d'enfance très riche et décide de l'épouser pour obtenir son soutien financier. Finalement les sentiments de Lazzarella l'emporteront sur les motifs pécuniaires et elle retrouve l'amour de Luciano.

## Fiche technique
- Titre français : Lazzarella, petite canaille[4]
- Titre original : Lazzarella
- Réalisation : Carlo Ludovico Bragaglia
- Sujet : Riccardo Pazzaglia
- Scénario : Giorgio Prosperi, Ugo Guerra, Riccardo Pazzaglia
- Producteur : Gilberto Carbone
- Maison de production : Titanus-S.G.C.
- Genre : Comédie musicale
- Durée : 96 min
- Pays :  Italie
- Dates de sortie : 
  - Italie : 1957
  - France : 5 juin 1958

## Distribution
- Alessandra Panaro : Sandra de Luca alias Lazzarella
- Mario Girotti : Luciano Prisco
- Rossella Como : Fanny
- Luigi De Filippo : baron Nicola Sant'Elmo
- Domenico Modugno : Mimì
- Irène Tunc : Brigitte Clermont
- Tina Pica : veuve Capuana
- Dolores Palumbo : Donna Carmela
- Aurelio Fierro : Aurelio
- Madeleine Fischer : la mère de Sandra
- Riccardo Garrone : père de Sandra
- Turi Pandolfini : Professeur Avallone
- Mario Ambrosino : Scognamiglio
- Roy Ciccolini : Fernando
- Rosalina Neri